# Отарова вдова (повесть)
«Ота́рова вдова́» — повесть грузинского писателя Ильи Чавчавадзе, написанная в 1887 году и рассказывающая о крестьянке-вдове, чей единственный сын погибает. По мнению члена-корреспондента АН ГССР Саргиса Цаишвили, образ Отаровой вдовы стал самым значительным их всех образов, созданных Чавчавадзе — в этом образе «писатель воплотил своё представление о национальном гении народа, его неиссякаемой духовной энергии». Повесть экранизирована в 1957 году. На русском языке известна в переводах Е. Гогоберидзе («Вдова из дома Отарова») и Г. Хуцишвили («Отарова вдова»).

## Создание
Фрагмент повести был опубликован в газете «Иверия» 28 сентября 1886 года. Завершена работа над произведением была 6 декабря 1887 года. Вскоре после этого состоялось публичное чтение повести автором в Сололаки в доме Давида Сараджишвили перед грузинскими писателями и общественностью.
Повесть впервые опубликована целиком с 5 по 21 января 1888 года в нескольких номерах газеты «Иверия». После этого в течение того же года в газете появился ряд критических статей с разбором повести (за авторством Давида Кезели, Михаила Хелтуплишвили, Шио Давиташвили, Стефана Чрелашвили и др.). 
В 1892 году повесть вошла в третий том четырёхтомного собрания произведений Ильи Чавчавадзе.

## Сюжет
В одном селении жила женщина, известная всем как Отарова вдова. Её побаивались и уважали за строгий и принципиальный характер. Она жила на краю села со взрослым сыном, сама управлялась с огородом и если не преумножила, то по крайней мере не растратила нажитое её мужем. Муж Отаровой вдовы умер много лет назад, когда она сама была ещё молодой, а их сын только родился. Теперь же сын Георгий превратился с крепкого красивого юношу и был одним из лучших работников в селе. Ещё он отличался неприятием к любой неправде: так, однажды он подрался с чужим работником, когда увидел, что тот лёг отдыхать и не распряг буйволов, чтобы те могли отдохнуть.

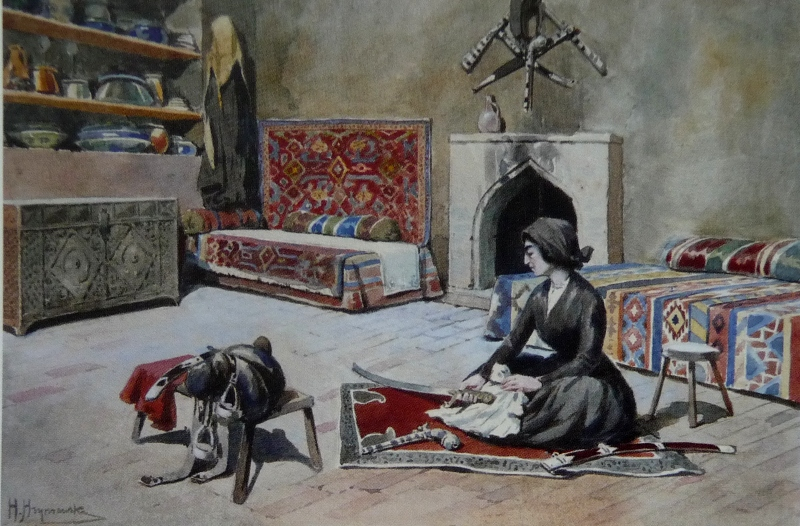
Иллюстрация Генрика Гриневского к повести: вдова чистит оружие покойного мужа

Отарова вдова стала задумываться о том, что её сыну пора бы найти жену, однако Георгий, казалось, и не думал о женитьбе. Однако он стал более мрачным и подолгу лежал, смотря в небо, не раскрывая матери причины своей печали. Внезапно Георгий сообщил матери, что хочет наняться в батраки к молодому помещику князю Арчилу, недавно вернувшемуся в имение вместе со своей сестрой Кэсо. Арчил доброжелательно относился к крестьянам, пытаясь понять из жизнь и их нужды, и с радостью нанял Георгия, о котором уже много слышал. Георгий стал работать в цветочном садике, который решила разбить во дворе княжна Кэсо. Прошло лето, настала осень. Во время скирдования понадобилось выровнять одну скирду, которая покосилась. Георгий по верёвочному жгуту забрался наверх, но когда спускался, верёвка порвалась, и он упал с высоты спиной на арбу, сломав позвоночник.
Позвали врача, но повреждения были слишком велики, и Георгий умирал. Его мать пришла к нему проститься, и люди впервые увидели слёзы в глазах Отаровой вдовы. Увидев рядом Кэсо, Георгий назвал её ангелом и признался, что давно любил её. Когда Георгий умер, князь Арчил устроил ему пышные похороны. Позже Арчил и Косэ обсуждали случившееся: Косэ ничего не знала о чувствах Георгия и скорее всего не вышла бы за него замуж, даже если бы узнала о них. Арчил приходит к выводу, что они и им подобные находятся как будто по другую сторону рухнувшего моста от крестьян, что между ними словно стена отчуждения, и им не понять друг друга: «...И я, и ты, и все мы остаёмся для них чужими. Два разных мира, разделённых глухой стеной!».
В ночь на Рождество Отарова вдова, словно следуя зову сына, идёт на кладбище. Утром её находят замёрзшей на могиле Георгия.

## Оценки
Саргис Цаишвили пишет о том, что написанные почти одновременно повесть «Отарова вдова» и поэма «Отшельник» занимают в творчестве Чавчавадзе «исключительное место» — «в них отражены взгляды, к которым писатель пришёл в зрелые годы». «Отарову вдову» академик называет «вехой» в творчестве писателя: «Будучи итогом многолетних творческих поисков писателя, она безупречна как по форме, так и по художественному решению поставленных в ней проблем». В повести на фоне внешне спокойной жизни «показана зловещая разобщённость людей разных социальных слоёв, унижающее человека неравенство людей».
По мнению С. Г. Исакова, «проблема взаимоотношения крестьян и помещиков продолжала волновать И. Чавчавадзе и после формального упразднения крепостного права», и именно эта проблема находится в центре повести об Отаровой вдове: «здесь опять крестьяне противопоставлены помещикам», при этом «в этой повести взаимоотношения крестьян и помещиков все же в значительной мере даны сквозь призму романтической любви Георгия (сына Отаровой вдовы) к Кесо», а «Арчил уже мечтает о восстановлении моста через пропасть между двумя сословиями».

## Адаптации
В 1942 году композитор Шалва Тактакишвили написал оперу «Отарова вдова» на сюжет повести.
В 1957 году на киностудии «Грузия-фильм» режиссёр Михаил Чиаурели снял по повести художественный фильм «Отарова вдова» с Верико Анджапаридзе и Георгием Шенгелая в главных ролях.
Спектакли по повести ставились в грузинских театрах.